# Jordan Calloway
Jordan Calloway (* 18. Oktober 1990 in Los Angeles, Kalifornien) ist ein US-amerikanischer Schauspieler. Bekannt wurde er vor allem durch seine Rollen in den Serien Unfabulous und Black Lightning.

## Leben und Karriere
Jordan Calloway wurde in Los Angeles als Sohn des Kameramanns Joseph W. Calloway und der Schauspielerin Tony Calloway geboren. Er hat mehrere Geschwister, darunter Niles Calloway, der ebenfalls einige Schauspielrollen übernahm. Er besuchte die Maranatha High School in Pasadena, die er 2009 abschloss. Bereits während der Highschool-Zeit spielte er Baseball und nahm anschließend ein Studium der Filmproduktion an der Azusa Pacific University auf Auch auf der Universität trat er für das Sportteam im Baseball an.
Seine erste Rolle vor der Kamera übernahm er im Jahr 2000 mit einem Gastauftritt in der Serie Die Parkers. Nachdem er auch in The District – Einsatz in Washington einen Gastauftritt absolviert hatte, war er ab 2004 als Zach Carter-Schwartz in einer der Hauptrollen der Sitcom Unfabulous zu sehen, die er in allen drei Staffeln der Serie darstellte. Zusammen mit dem Rest der Besetzung wurde er mehrmals für die Ensembleleistung bei den Young Artist Awards nominiert. Von 2005 bis 2006 spielte er als K.J. Thibeaux eine wiederkehrende Rolle in Emergency Room – Die Notaufnahme. Nach dem Ende von Unfabulous war er eine Zeit lang nicht vor der Kamera zu sehen. Erst 2010 trat er, bei einem Auftritt in The Glades wieder als Darsteller in Erscheinung. 2013 war er im Filmdrama Life of a King zu sehen. Neben Fernsehfilmen war er in der Folge in Switched at Birth, Gang Related, Reckless, Recovery Road und House of Lies zu sehen. Von 2015 bis 2016 spielte er eine kleine Rolle in Beyond.
2017 war er als Zane in der Serie Freakish zu sehen. Von 2017 bis 2018 war er als Chuck Clayton in den beiden ersten Staffeln von Riverdale in einer Nebenrolle zu sehen. Seit 2018 ist er in der Serie Black Lightning als Khalil Payne zu sehen. Seit der zweiten Staffel ist er auch dort Teil der Hauptbesetzung. 2019 trat Calloway als Matt Monroe im Horrorfilm Countdown auf.

## Filmografie (Auswahl)
- 2000: die Parkers (The Parkers, Fernsehserie, Episode 2x01)
- 2001: The District – Einsatz in Washington (The District, Fernsehserie, Episode 1x11)
- 2002: George Lopez (Fernsehserie, Episode 1x04)
- 2004–2007: Unfabulous (Fernsehserie, 41 Episoden)
- 2005–2006: Emergency Room – Die Notaufnahme (ER, Fernsehserie, 7 Episoden)
- 2010: The Glades (Fernsehserie, Episode 1x04)
- 2011: DisCONNECTED (Fernsehfilm)
- 2013: Life of a King
- 2014: Switched at Birth (Fernsehserie, Episode 3x02)
- 2014: Gang Related (Fernsehserie, Episode 1x03)
- 2014: Reckless (Fernsehserie, Episode 1x04)
- 2014: Drumline: A New Beat (Fernsehfilm)
- 2015: Studio City (Fernsehfilm)
- 2016: Grandma’s House
- 2016: House of Lies (Fernsehserie, Episode 5x08)
- 2016–2017: Beyond (Fernsehserie, 4 Episoden)
- 2017: Pure Genius (Fernsehserie, Episode 1x13)
- 2017: Freakish (Fernsehserie, 9 Episoden)
- 2017–2018: Riverdale (Fernsehserie, 6 Episoden)
- 2018: The Mick (Fernsehserie, Episode 2x18)
- 2018–2021: Black Lightning (Fernsehserie)
- 2019: Legacy
- 2019: The Fix (Fernsehserie, Episode 1x01)
- 2019: Always a Bridesmaid
- 2019: Countdown
- seit 2022: Fire Country (Fernsehserie)